# 茅ヶ崎市立浜須賀小学校
茅ヶ崎市立浜須賀小学校（ちがさきしりつ はますかしょうがっこう）は、神奈川県茅ヶ崎市にある公立小学校。

## 沿革
出典
- 1968年（昭和43年）
  - 4月1日 - 創立。
  - 4月5日 - 第1回入学式と始業式挙行。開校時点の児童数397名、学級数12、教職員17名。
  - 4月10日 - 校舎・運動場工事完了。正常授業を開始し、この日（4月10日）を開校記念日と定めた。
  - 7月1日 - 「浜須賀小学校父母と先生の会」結成
- 1969年（昭和44年）
  - 2月8日 - 第二期校舎建築工事竣工（鉄筋校舎3階12教室）。
  - 4月1日 - 学区変更に伴い東海岸北5丁目・東海岸南5丁目・東海岸南6丁目が本校区に編入。
- 1971年（昭和46年）4月1日 - 学区変更により、東海岸北4丁目・若松町を本校区に編入。
- 1972年（昭和47年）2月15日 - 本館校舎建築工事竣工（鉄筋3階）。
- 1973年（昭和48年）
  - 4月20日 - 運動場に散水施設完備。
  - 8月7日 - 校歌制定。
- 1978年（昭和53年）2月24日 - 創立10周年記念行事挙行。
- 1981年（昭和56年）4月1日 - 東海岸小学校解雇に伴い、東海岸北4丁目・東海岸北5丁目、東海岸南5丁目・東海岸南6丁目が同学校区に編入。なかよし学級（精薄特殊学級）2学級新設。
- 1982年（昭和57年）3月17日 - 給食調理場建築工事竣工。
- 1985年（昭和60年）11月5日 - 創立20周年記念行事挙行。
- 1989年（平成元年）4月6日 - プール建築工事竣工。
- 1997年（平成9年）11月10日 - 創立30周年記念行事挙行し、全校児童航空写真撮影実施。
- 2001年（平成13年）4月1日 - 緑が浜小学校開校に伴い学区変更。学校目標改訂「未来をひらく浜小の子」制定。
- 2007年（平成19年）
  - 8月30日 - 体育館耐震工事終了。
  - 11月12日 - 創立40周年記念「学校へ行こう週間」実施。
- 2009年（平成21年）7月21日 - 大規模改修工事。
- 2013年（平成25年）3月15日 - 校庭散水ポンプ自動化工事終了。
- 2017年（平成29年）
  - 11月2日 - 創立50周年記念式典挙行。
  - 11月20日 - 小学校屋外トイレ（被災時対応型）完成。
- 2019年（令和元年） - 北棟窓枠改修工事。
- 2021年（令和3年）8月 - 南棟窓枠改修工事。
- 2022年（令和4年）3月 - 全棟トイレ自動水栓設置。

## 校歌
- 作詞: 守山ふみか
- 作曲: 大中寅二

## 所在地
- 神奈川県茅ヶ崎市白浜町3-1

## 周辺
- GDO茅ヶ崎ゴルフリンクス - 茅ヶ崎市道をはさみ、敷地が隣接。
- 他は、住宅が広がる。

## アクセス
- 神奈川中央交通「松が丘二丁目」停留所から、徒歩約310m・約5分。
  - 通過系統は、「コ12」・「辻02」・「辻05」・「辻10」・「辻11」・「辻13」・「辻15」の各系統。

## 著名な卒業生
- 野口聡一 - 宇宙飛行士[2]
- 茶谷健太 - プロ野球選手